# Dissotis johnstoniana
Dissotis johnstoniana är en tvåhjärtbladig växtart som beskrevs av Baker f.. Dissotis johnstoniana ingår i släktet Dissotis och familjen Melastomataceae. Utöver nominatformen finns också underarten D. j. strigosa.